# Corey Fogelmanis
Corey Shain Fogelmanis (sinh ngày 13 tháng 8 năm 1999 tại Thousand Oaks) là một nam diễn viên người Mỹ. Anh được biết đến với vai diễn Farkle Minkus trong loạt phim Girl Meets World của Disney Channel cùng với Rowan Blanchard, Sabrina Carpenter và Peyton Meyer.

## Sự nghiệp
Corey chào đời tại Thousand Oaks, California. Anh bắt đầu sự nghiệp diễn viên khi mới 6 tuổi. Vai diễn đầu tiên của anh là trong bộ phim The Maiden and the Princess (2011), là một trong những nhân vật phản diện. Đến năm 2014, anh bắt đầu diễn trên kênh Disney Channel trong phim Girl Meets World, phần tiếp theo trong loạt phim nổi tiếng của những năm 90 (Boy Meets World), trong vai Farkle, người bạn tốt nhất cùng lớp với Riley Matthews, Maya Hart và Lucas Fiar.

## Cuộc sống cá nhân
Các hoạt động ưa thích của Corey bên cạnh việc diễn xuất, ca hát là tham gia hội thảo Broadway Artists Alliance Intensive Workshops ở New York vào năm 2011. Anh yêu sân khấu âm nhạc, vì vậy rất muốn làm một vở nhạc kịch trên sân khấu một ngày nào đó trong Disney.

## Truyền hình
| Năm       | Phim                                    | Nhân vật        |
| --------- | --------------------------------------- | --------------- |
| 2011      | The Maiden and the Princess             | Shorts          |
| 2012      | House of Lies                           | T-Bird in play  |
| 2012      | Partner                                 | Louis ở tuổi 12 |
| 2014-2017 | Girl Meets World                        | Farkle Minkus   |
| 2015      | I Didn't Do It                          | Stevie Moops    |
| 2016      | Mostly Ghostly: One Night in Doom House | Max Doyle       |